# Bengt-Åke Gustafsson
Pour les articles homonymes, voir Gustafsson.
Temple de la renommée de l'IIHF : 2003
Temple de la renommée du hockey suédois : 2013
Bengt-Åke Gustafsson (né le 23 mars 1958 à Karlskoga en Suède) est un joueur de hockey sur glace professionnel devenu entraîneur.

## Biographie

### Ses débuts en Suède
Gustafsson commence sa carrière avec le club de sa ville natale, le KB Karlskoga de la deuxième division suédoise en 1973-1974. Il joue alors pour la première fois avec l'équipe sénior du club à l'âge de 14 ans. Lors de la saison suivante, son équipe joue dans le championnat élite suédois qui porte alors le nom de division 1. L'équipe termine à la dernière place du classement avec quatre saisons, Gustafsson jouant dix-huit matchs sur les trente rencontres du calendrier.
En 1975-1976, l'équipe descend donc d'une division alors que l'élite prend le nom de Elitserien et n'accueille plus que dix clubs. La deuxième division prend alors le nom de « division 1 » et regroupe quant à elle quarante-neuf équipes regroupées en quatre poules géographiques. L'équipe de Gustafsson termine à la deuxième place de la poule Ouest. L'équipe joue les barrages de promotion internes à la division 1 contre la troisième meilleure équipe de la poule nord, Bodens BK avant de perdre au deuxième tour contre l'IF Björklöven, meilleure équipe de la poule nord. Karlskoga est donc contraint de rester dans la division 1.
Au cours de cette saison, Gustafsson fait parler de lui pour la première fois En équipe nationale en étant sélectionné pour jouer avec l'équipe de Suède moins de 20 ans lors du championnat du monde junior, compétition non officielle se jouant fin décembre, début janvier. Hormis une victoire 17-1 sur les canadiens, la Suède perd tous ses matchs et termine à la dernière place du classement.
Bengt-Åke Gustafsson est une nouvelle fois sélectionné au mois de mars et participe au championnat d'Europe junior qui se joue en Tchécoslovaquie. Il inscrit cinq points lors du tournoi qui se conclut par une médaille d'argent pour les joueurs suédois, deuxièmes derrière les soviétiques. L'équipe est portée dans les buts par Pelle Lindbergh qui termine meilleur gardien de la compétition.
À l'issue des vingt-deux matchs de la saison régulière 1976-1977, Karlskoga termine à la première place de la poule Ouest, élimine Boden une nouvelle fois au premier tour des playoffs, passe le deuxième tour, en venant à bout de Kiruna AIF. L'équipe finit dernière du tournoi de qualification pour l'élite, les Kvalserien. Gustafsson, auteur de cinquante points, est appelé pour jouer le championnat du monde junior et l'équipe suédoise termine à la cinquième place.
Au cours de l'été, Gustafsson quitte son club formateur et rejoint celui du Färjestads BK qui évolue dans l’Elitserien. Il inscrit vingt-cinq points alors que son club est le cinquième de la saison régulière 1977-1978.
Gustafsson est repêché par les Capitals de Washington en quatrième ronde du repêchage amateur de 1978 de la Ligue nationale de hockey. Il est le cinquante-cinquième joueur choisi, mais décide plutôt de rester encore une saison avec Färjestads BK. Lors de celle-ci, il obtient le même total de points que lors de l'édition précédente mais son équipe se classe deuxième de la saison. Qualifiés pour les séries, les joueurs de Färjestads sont éliminés au premier tour par ceux de Djurgårdens IF.

### L'Amérique du Nord

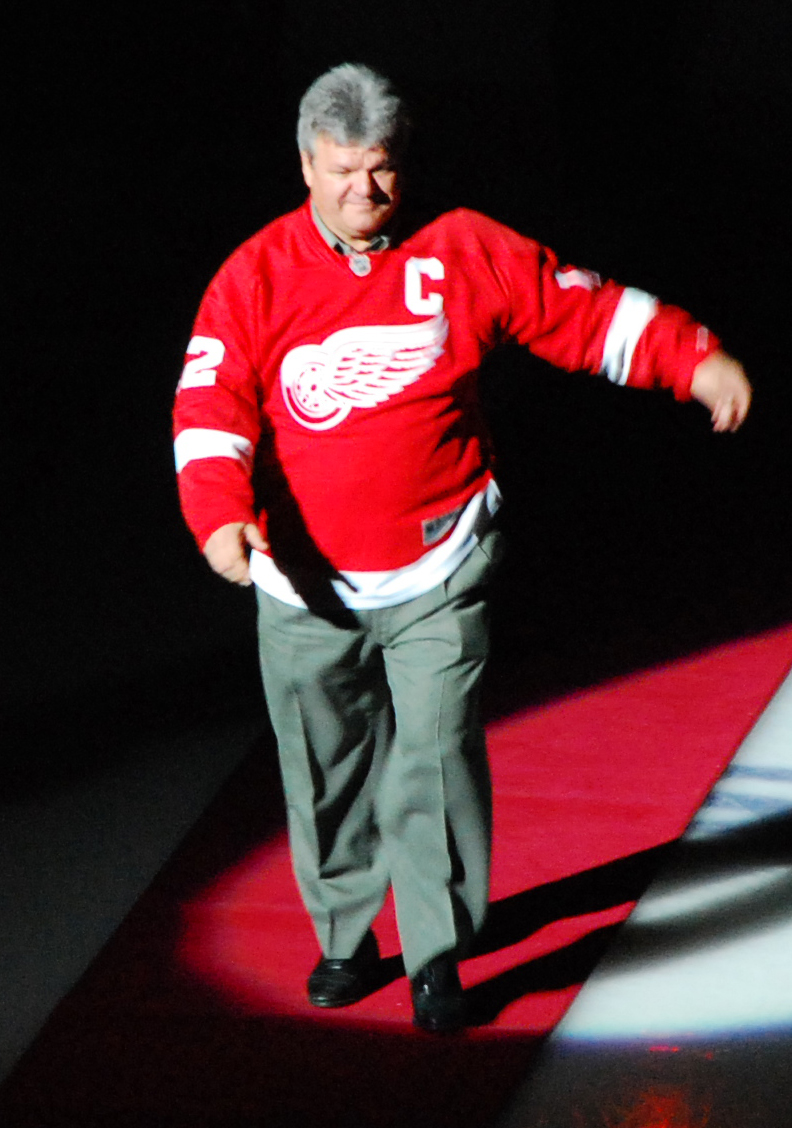
Marcel Dionne, meilleur pointeur de la LNH en 1979-1980 avec les Kings de Los Angeles.

À la suite de cette élimination, Gustafsson décide de rejoindre les  Oilers d'Edmonton de l'Association mondiale de hockey pour les séries 1979. Il rejoint la meilleure équipe de la saison régulière emmenée par la jeune vedette canadienne Wayne Gretzky. Le joueur suédois ne participe qu'à deux rencontres et il marque une fois et obtient deux passes alors que son équipe perd la finale de l'AMH quatre matchs à deux contre les Jets de Winnipeg.
À la suite de cette saison, l'AMH ne parvenant pas à attirer uniformément les fans se voit contrainte d'arrêter ses activités. Quatre de ses équipes, les Oilers, les Jets, les Nordiques de Québec et les Whalers de la Nouvelle-Angleterre rejoignent la LNH, tandis que les Stingers de Cincinnati et les Bulls de Birmingham reçoivent une somme d'argent en guise de dédommagement pour la fermeture de la ligue. Les Capitals possédant toujours les droits de Gustafsson dans la LNH, font valoir leur droit et le réclament aux Oilers.
Gustafsson rejoint donc pour la saison 1979-1980 les Capitals qui rentrent dans leur sixième saison avec des statistiques très faibles et aucune qualification pour les séries éliminatoires. Dès cette première saison, il fait parler de lui en étant le troisième meilleur pointeur de la saison des Capitals avec un total de soixante, derrière deux autres jeunes joueurs de l'équipe : Mike Gartner premier avec soixante-huit points et Ryan Walter auteur de soixante-six points. Gartner et Walter sont les choix de premières rondes de Washington au cours des deux derniers repêchages de l'équipe. Malgré ces bonnes statistiques, les trois joueurs sont bien loin de Gretzky et de Marcel Dionne, tous deux auteurs de cent-trente-sept points avec les Oilers et les Kings de Los Angeles. L'équipe termine également à une dix-septième place, toujours éliminée de la course aux séries.

### Carrière d'entraîneur
Après une fructueuse carrière sur la glace, Gustafsson en entreprit une nouvelle, cette fois derrière le banc. De 1997 à 2001, il fut entraîneur-adjoint de l'Équipe de Suisse de hockey sur glace, et de 1998 à 2005, entraîneur-chef du VEU Feldkirch, du SC Langnau et du Färjestads BK, jusqu'à ce qu'il soit appelé par le Tre Kronor pour prendre les rênes de l'équipe nationale.
Il fut critiqué pour sa politique de demander à de nombreux joueurs qui ils voulaient voir jouer avec eux dans l'équipe nationale et comment ils voulaient jouer, de même que comment ils voulaient que les trios soient formés[réf. nécessaire]. Ceci fait, il ajusta les lignes au fur et à mesure que le tournoi avançait. Force fut cependant d'admettre que la stratégie de Gustafsson, qui se dit entraîneur des joueurs et non pas de joueurs, est efficace - la Suède remporta l'or aux deux tournois majeurs de l'année 2006, soit les Jeux olympiques de Turin et le Championnat du monde de hockey 2006. Fait intéressant, les deux équipes championnes furent fort différentes l'une de l'autre, seulement 8 joueurs ayant participé aux deux tournois : Jörgen Jönsson, Kenny Jönsson, Henrik Zetterberg, Niklas Kronwall, Mikael Samuelsson, Stefan Liv, Ronnie Sundin et Mika Hannula.

### Carrière internationale
Bengt-Åke participa à cinq championnats du monde (1979, 1981, 1983, 1987 et 1991) avec l'équipe nationale de Suède. Il remporta l'or en 1987 et 1991. Il prit aussi part à la Coupe Canada en 1984 et 1987, et représenta la Suède aux Jeux olympiques d'Albertville en 1992.

## Accomplissements et récompenses
- 1977 IIHF - Équipe d'étoiles au tournoi de la Coupe du monde junior de l'IIHF
- 1983 Équipe d'étoiles de l'Elitserien
- 1987 Équipe d'étoiles de l'Elitserien
- 1987 Médaille d'or au Championnat du monde de hockey sur glace 1987
- 1990 Guldhjälmen (MVP) de l'Elitserien[18]
- 1991 Médaille d'or au Championnat du monde de hockey sur glace 1991
- 1997 Équipe d'étoiles de l'Alpenliga
- 1998 Champion de la Ligue de hockey européenne avec le VEU Feldkirch
- 2002 Champion de l'Elitserien avec le Färjestads BK (entraîneur)
- 2003 Admis au temple de la renommée de la Fédération internationale de hockey sur glace[19]
- 2006 Nommé entraîneur suédois de l'année, Årets coach[20]
- 2006 Médaille d'or aux Jeux olympiques de Turin (entraîneur)
- 2006 Médaille d'or au Championnat du monde de hockey sur glace 2006 (entraîneur)
- 2006 Devient le premier entraîneur à remporter l'or olympique et le championnat du monde la même année

5 fois champion d'Autriche et de l'Alpenliga avec le VEU Feldkirch

## Records
- Deuxième but le plus rapide du début de la troisième période (5 secondes après la première mise au jeu de la période) contre les Flyers de Philadelphie le 18 janvier 1983.

## Vie privée
Son fils Anton Gustafsson joue également au hockey sur glace et est choisi lors du repêchage d'entrée dans la Ligue nationale de hockey de 2008 en tant que premier choix des Capitals.

## Statistiques
Pour la signification des abréviations, voir statistiques du hockey sur glace.

### Statistiques en club
| Saison     | Équipe                 | Ligue              |       | Saison régulière | Saison régulière | Saison régulière | Saison régulière | Saison régulière |    | Séries éliminatoires | Séries éliminatoires | Séries éliminatoires | Séries éliminatoires | Séries éliminatoires |
| Saison     | Équipe                 | Ligue              | PJ    | B                | A                | Pts              | Pun              | PJ               | B  | A                    | Pts                  | Pun                  |                      |                      |
| 1973-1974  | KB Karlskoga           | Division 2         | 8     | 1                | 4                | 5                | 0                | 6                | 1  | 1                    | 2                    | 0                    |                      |                      |
| 1974-1975  | KB Karlskoga           | Division 1 (Élite) | 18    | 4                | 5                | 9                | 2                |                  |    |                      |                      |                      |                      |                      |
| 1975-1976  | KB Karlskoga           | Division 1         | 11    | 7                | 3                | 10               |                  |                  |    |                      |                      |                      |                      |                      |
| 1976-1977  | KB Karlskoga           | Division 1         | 22    | 32               | 18               | 50               |                  |                  |    |                      |                      |                      |                      |                      |
| 1977-1978  | Färjestads BK          | Elitserien         | 32    | 15               | 10               | 25               | 10               |                  |    |                      |                      |                      |                      |                      |
| 1978-1979  | Färjestads BK          | Elitserien         | 33    | 13               | 12               | 25               | 10               | 3                | 2  | 0                    | 2                    | 2                    |                      |                      |
| 1978-1979  | Oilers d'Edmonton      | AMH                |       |                  |                  |                  |                  | 2                | 1  | 2                    | 3                    | 0                    |                      |                      |
| 1979-1980  | Capitals de Washington | LNH                | 80    | 22               | 38               | 60               | 17               |                  |    |                      |                      |                      |                      |                      |
| 1980-1981  | Capitals de Washington | LNH                | 72    | 21               | 34               | 55               | 26               |                  |    |                      |                      |                      |                      |                      |
| 1981-1982  | Capitals de Washington | LNH                | 70    | 26               | 34               | 60               | 40               |                  |    |                      |                      |                      |                      |                      |
| 1982-1983  | Capitals de Washington | LNH                | 67    | 22               | 42               | 64               | 16               | 4                | 0  | 1                    | 1                    | 4                    |                      |                      |
| 1983-1984  | Capitals de Washington | LNH                | 69    | 32               | 43               | 75               | 16               | 5                | 2  | 3                    | 5                    | 0                    |                      |                      |
| 1984-1985  | Capitals de Washington | LNH                | 51    | 14               | 29               | 43               | 8                | 5                | 1  | 3                    | 4                    | 0                    |                      |                      |
| 1985-1986  | Capitals de Washington | LNH                | 70    | 23               | 52               | 75               | 26               |                  |    |                      |                      |                      |                      |                      |
| 1986-1987  | Bofors IK              | Division 1         | 28    | 16               | 26               | 42               | 22               |                  |    |                      |                      |                      |                      |                      |
| 1987-1988  | Capitals de Washington | LNH                | 78    | 18               | 36               | 54               | 29               |                  |    |                      |                      |                      |                      |                      |
| 1988-1989  | Capitals de Washington | LNH                | 72    | 18               | 51               | 69               | 18               | 4                | 2  | 3                    | 5                    | 6                    |                      |                      |
| 1989-1990  | Färjestads BK          | Elitserien         | 37    | 22               | 24               | 46               | 12               | 10               | 4  | 10                   | 14                   | 18                   |                      |                      |
| 1990-1991  | Färjestads BK          | Elitserien         | 37    | 9                | 21               | 30               | 6                | 8                | 2  | 6                    | 8                    | 2                    |                      |                      |
| 1991-1992  | Färjestads BK          | Elitserien         | 35    | 12               | 20               | 32               | 26               | 6                | 2  | 5                    | 7                    | 2                    |                      |                      |
| 1992-1993  | Färjestads BK          | Elitserien         | 40    | 17               | 14               | 31               | 32               | 3                | 0  | 1                    | 1                    | 2                    |                      |                      |
| 1993-1994  | VEU Feldkirch          | ÖEL Alpenliga      | 54    | 20               | 43               | 63               |                  |                  |    |                      |                      |                      |                      |                      |
| 1994-1995  | VEU Feldkirch          | ÖEL                | 41    | 21               | 42               | 63               |                  |                  |    |                      |                      |                      |                      |                      |
| 1995-1996  | VEU Feldkirch          | ÖEL                | 36    | 20               | 46               | 66               | 14               |                  |    |                      |                      |                      |                      |                      |
| 1996-1997  | VEU Feldkirch          | Alpenliga          | 41    | 21               | 41               | 62               | 10               |                  |    |                      |                      |                      |                      |                      |
| 1996-1997  | VEU Feldkirch          | ÖEL                | 52    | 24               | 54               | 78               | 10               |                  | 3  | 13                   | 16                   |                      |                      |                      |
| 1997-1998  | VEU Feldkirch          | LEH                | 6     | 2                | 6                | 8                | 2                | 4                | 1  | 3                    | 4                    | 2                    |                      |                      |
| 1997-1998  | VEU Feldkirch          | Alpenliga          |       |                  |                  |                  |                  |                  |    |                      |                      |                      |                      |                      |
| 1997-1998  | VEU Feldkirch          | ÖEL                | 46    | 10               | 30               | 40               | 16               |                  |    |                      |                      |                      |                      |                      |
| 1998-1999  | VEU Feldkirch          | Alpenliga          |       |                  |                  |                  |                  |                  |    |                      |                      |                      |                      |                      |
| 1998-1999  | VEU Feldkirch          | ÖEL                | 2     | 0                | 0                | 0                | 2                |                  |    |                      |                      |                      |                      |                      |
| Totaux LNH | Totaux LNH             | Totaux LNH         | 1 208 | 462              | 778              | 1 240            | 370              | 60               | 21 | 51                   | 72                   | 38                   |                      |                      |

### Statistiques en équipe nationale
| Année  | Équipe | Compétition                 |    | PJ | B  | A  | Pts | Pun                |  | Résultat |
| 1976   | Suède  | Championnat d'Europe junior | 5  | 3  | 2  | 5  | 2   | Médaille d'argent  |  |          |
| 1976   | Suède  | Championnat du monde junior | 4  | 2  | 1  | 3  | 10  | Cinquième place    |  |          |
| 1977   | Suède  | Championnat du monde junior | 7  | 3  | 1  | 4  |     | Cinquième place    |  |          |
| 1978   | Suède  | Championnat du monde junior | 7  | 2  | 6  | 8  | 10  | Médaille d'argent  |  |          |
| 1979   | Suède  | Championnat du monde        | 8  | 4  | 2  | 6  | 0   | Médaille de bronze |  |          |
| 1981   | Suède  | Championnat du monde        | 6  | 3  | 1  | 4  | 8   | Médaille d'argent  |  |          |
| 1983   | Suède  | Championnat du monde        | 10 | 2  | 7  | 9  | 6   | Quatrième place    |  |          |
| 1984   | Suède  | Coupe Canada                | 5  | 1  | 2  | 3  | 2   | Deuxième place     |  |          |
| 1987   | Suède  | Championnat du monde        | 10 | 3  | 8  | 11 | 4   | Médaille d'or      |  |          |
| 1987   | Suède  | Coupe Canada                | 6  | 3  | 0  | 3  | 4   | Troisième place    |  |          |
| 1991   | Suède  | Championnat du monde        | 10 | 0  | 5  | 5  | 6   | Médaille d'or      |  |          |
| 1992   | Suède  | Jeux olympiques             | 6  | 0  | 1  | 1  | 0   | Cinquième place    |  |          |
| Totaux | Totaux | Totaux                      | 84 | 26 | 36 | 62 | 52  |                    |  |          |